# Estación Albardón (Belgrano)

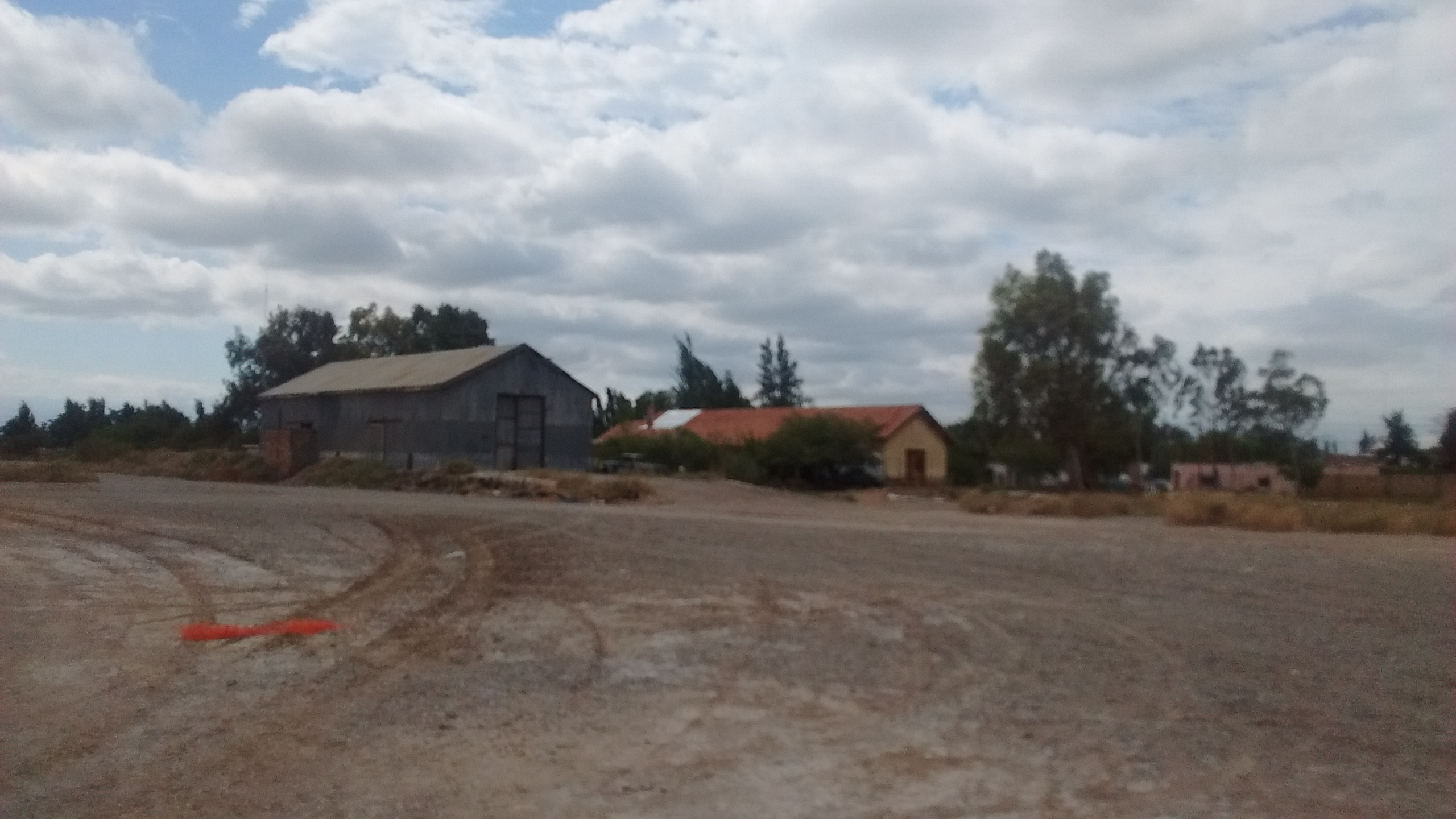
Estación Vista desde Atrás

Albardón es una estación ferroviaria ubicada en la localidad de Las Lomitas, Departamento Albardón, Provincia de San Juan, República Argentina. Pertenece al Ferrocarril Belgrano de la Red Ferroviaria Argentina.

## Historia
Esta estación pertenece al Ramal A7 del Ferrocarril Belgrano. La misma fue inaugurada el 1 de diciembre de 1930. En un principio se prestaron servicios de pasajeros de forma condicional dos veces por semana. Además realizaba transporte de cargas especialmente las relacionadas con la industria minera y vitivinícola. Los servicios de pasajeros se mantuvieron hasta la década del 50 cuando decayeron siendo suspendidos tiempo después ya que el deterioro que las vías del ramal sufrieron debido al terremoto de 1944 hacían inviable el servicio de pasajeros. La estación entonces fue remodelada para prestar servicios de cargas. El mismo fue prestado hasta el año 2000 cuando se lo interrumpió.
En el año 2014 el entonces Ministro del Interior y Transporte Florencio Randazzo anunció un proyecto para refuncionalizar la estación convirtiéndola en una estación de cargas multimodal. El proyecto debía estar listo para 2015.Sin embargo el mismo no ha sido llevado adelante hasta hoy (agosto de 2020).

## Servicios
La estación prestó servicios de pasajeros a cargo de Ferrocarriles Argentinos hasta el año 1960 cuando los mismos fueron cancelados debido al mal estado de las vías del ramal. Ha prestado servicios de pasajeros hasta el año 1960. 